# Galeodes australis
Espèce
Synonymes
- Galeodes indicus australis Pocock, 1900
- Galeodes fischeri Hirst, 1908

Galeodes australis est une espèce de solifuges de la famille des Galeodidae.

## Distribution
Cette espèce est endémique d'Inde.

## Description
Le mâle décrit par Roewer en 1934 mesure 25 mm et les femelles de 24 à 27 mm.

## Publication originale
- Pocock, 1900 : The fauna of British India, including Ceylon and Burma. Arachnida. London, p. 1-279 (texte intégral).